# 佐賀県道234号有田停車場線
佐賀県道234号有田停車場線（さがけんどう234ごう ありたていしゃじょうせん）は、佐賀県西松浦郡有田町を通る一般県道である。

## 概要
西松浦郡有田町本町丙のJR九州佐世保線・松浦鉄道西九州線 有田駅から西松浦郡有田町本町乙に至る。

### 路線データ
- 起点：佐賀県西松浦郡有田町本町丙（JR九州佐世保線・松浦鉄道西九州線 有田駅前）
- 終点：佐賀県西松浦郡有田町本町乙（九州陶磁文化館前交差点、国道35号交点）

## 路線状況

### 道路施設

#### 橋梁
- 東の前橋（有田川、西松浦郡有田町）

## 地理

### 通過する自治体
- 西松浦郡有田町

### 交差する道路
| 交差する道路            | 交差する場所 | 交差する場所                  |
| ----------------------- | ------------ | ----------------------------- |
| 佐賀県道281号大木有田線 | 本町丙       | 有田駅前交差点                |
| 国道35号                | 本町乙       | 九州陶磁文化館前交差点 / 終点 |

### 沿線
- JR九州佐世保線・松浦鉄道西九州線 有田駅
- 九州陶磁文化館